# Pharming
Pharming är en hackerattack som går ut på att omdirigera besök från en webbplats till en annan, helt oberoende, ofta i bedrägerisyfte. 
Exempelvis kan användaren ansluta till den avsedda IP-adressen för webbplatsen hon efterfrågar. Genom att skicka förfalskade DNS-svar (DNS-spoofing) till användarens dator kan en angripare dirigera om trafiken till en annan (falsk) IP-adress, än den adress som användaren avsåg. 
Genom pharming kan till exempel e-bankkunder obemärkt fås att logga in på "falska e-banken". 
Ett sätt för att skydda webbplatser mot pharming eller DNS-spoofing är DNSSEC (DNS Security Extensions). Det är en säkrare teknik för namnuppslagning på Internet som ger möjlighet till upptäckt av manipulerad och förfalskad information genom användning av digitala signaturer.